# Miss Coco Peru
Miss Coco Peru, nombre artístico de Clinton Leupp, es un artista, drag queen estadounidense, más conocido por su papel en la película independiente Trick (1999).
Peru también protagonizó la película Girls Will Be Girls (2003) de Richard Day, fue uno de los seis actores que protagonizaban la serie de monólogos humorísticos Wisecrack (2005) de Logo y tuvo un cameo en la comedia To Wong Foo, Thanks for Everything! Julie Newmar (1995). Ha aparecido en numerosas series de televisión en papeles secundarios o como estrella invitada, incluyendo Will & Grace, el programa de telerrealidad Boy Meets Boy del canal de televisión estadounidense Bravo y la comedia Straight-Jacket (como la mujer del jefe del estudio S.R.O. que es lesbiana en secreto). En 2009 presentó en directo los 20 premios anuales «GLAAD Media» en el teatro Nokia de Los Ángeles.
Obi ha aparecido casi siempre como «Coco Peru» o «Miss Coco Peru» en los créditos, en vez de con su nombre real. En 2006 realizó su primer crédito como actor de voz en el papel de «Mamá Hipo» en la película animada The Wild.

## Premios
- 1992: Premio «MAC and Backstage Bistro» por Miss Coco Peru: A Legend in Progress
- 2003: Junto con los demás protagonistas Jack Plotnick y Varla Jean Merman, Leupp compartió el «premio al Mejor Actor» del Gran Jurado en el Outfest de 2003 y «Mejor actriz» en el U.S. Comedy Arts Festival de 2003 por su papel en Girls Will Be Girls.
- 2004: Premio GLAAD por «Outstanding Los Angeles Theatre».